# Kscope
Kscope is een onafhankelijk platenlabel dat onderdeel is van Snapper Music, en een zusterlabel van Peaceville. Het label richt zich voornamelijk op het progressieve rock-genre.
Het label heeft albums uitgebracht van muzikant Steven Wilson en zijn band Porcupine Tree. In 2008 volgde een uitbreiding en werd getekend met de bands Anathema, Lunatic Soul, en Ulver.
Kscope heeft een maandelijkse podcast dat wordt gepresenteerd door Billy Reeves, en bevat nieuwe muziek en interviews met artiesten op het label.

## Artiesten
Een lijst van artiesten die muziek uitbrengen of uitbrachten op het label is
| - Amplifier - Anathema - Richard Barbieri - Blackfield - Bruce Soord met Jonas Renkse - Engineers - Gavin Harrison & 05Ric - Gazpacho - Henry Fool - Steve Hogarth & Richard Barbieri - Ian Anderson - Katatonia | - Leafblade - Lunatic Soul - Mothlite - no-man - North Atlantic Oscillation - Nosound - Porcupine Tree - Se Delan - Steven Wilson - The Pineapple Thief - Ulver - Tesseract |